# Rathaus Spittal an der Drau

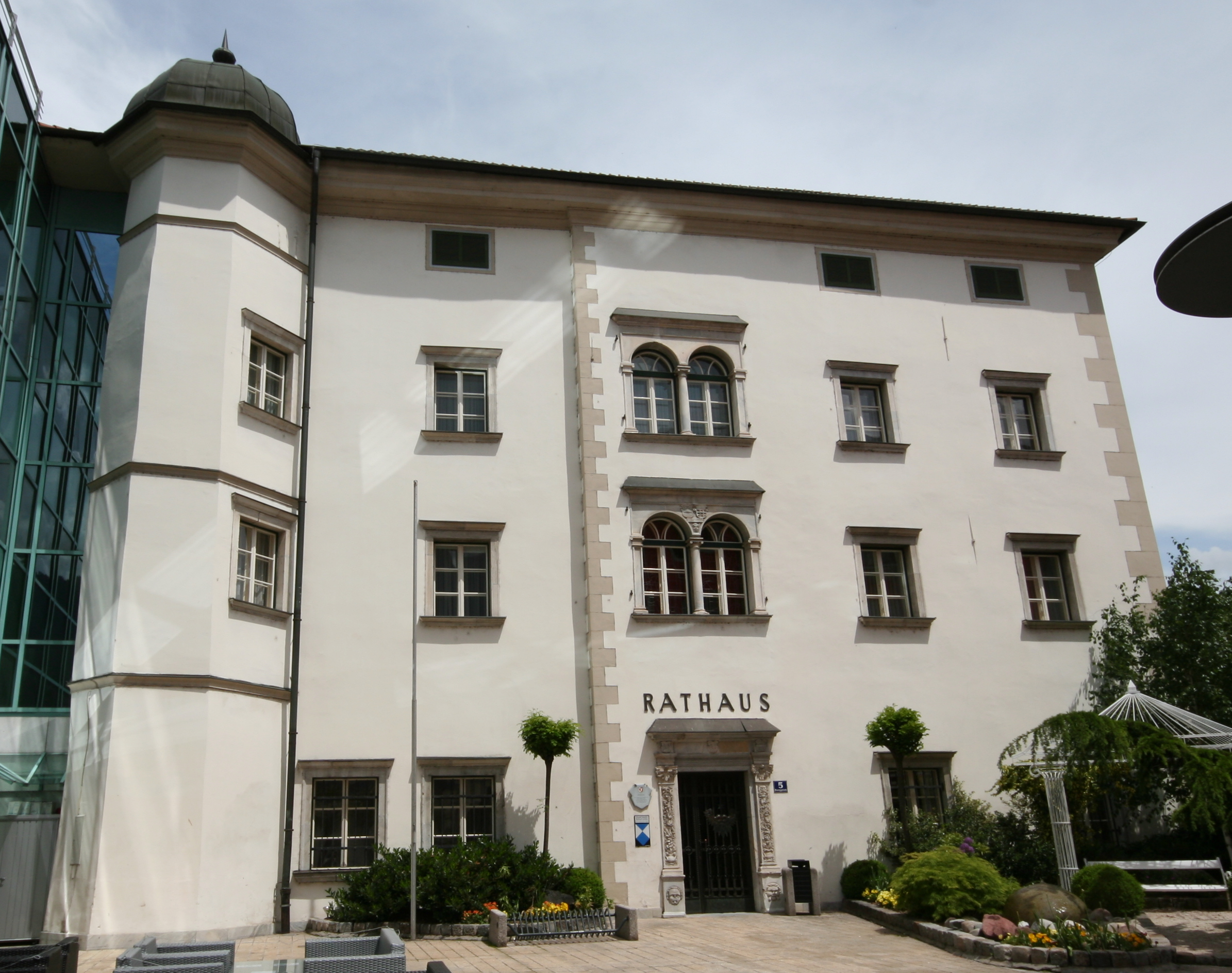

Das Rathaus der Stadt Spittal an der Drau steht am Burgplatz gegenüber dem Schloss Porcia.

## Beschreibung
Das ehemalige Vicedomgebäude war das Amtshaus der Grafschaft Ortenburg und der Sitz des Landrichters. Der Renaissancebau ist auf einer Tafel mit dem Wappen der Khevenhüller-Manstorff an der Fassade mit 1537 bezeichnet. Am Hauptportal befindet sich das Wappen der Salamanca-Eberstein-Baden. Das Rathaus ist ein dreigeschoßiger Bau um einen Hof und wurde wohl vom selben Baumeister wie Schloss Porcia errichtet. Die vierachsige Fassade wird an der Westecke von einem Turmbau begrenzt. Das Portal mit reliefierten Pilastern und verkröpftem Gebälk ist dem Hauptportal des Schlosses verwandt, die Biforienfenster gleichen jenen der Nordfassade des Schlosses. Die Pfeilerarkaden im Erdgeschoß des Hofes und die Säulenarkaden in den beiden oberen Stockwerken waren ursprünglich geöffnet. Im hinteren Trakt war das Gefängnis des alten Landgerichts untergebracht.
Die um 1600 entstandenen Wandmalereien in einem Raum im zweiten Obergeschoß mit den Darstellungen einer Bäuerin und eines Bauern, eines nackten Mannes mit Adler sowie eines bekleideten Adlers in Ranken sollen die Abgabe von Kleinrechten symbolisieren.